# Guiu I de Clarmont
Guiu I de Clarmont fou vescomte d'Alvèrnia, successor del seu germà Robert III de Clarmont, mort sense fills; va pujar al govern no gaire després de la mort del duc d'Aquitània Guillem III Cap d'Estopa el 963. Un cert buit de poder a Aquitània hauria incitat a Guiu a proclamar-se comte d'Alvèrnia. Apareix esmentat com « per la gràcia de Dèu vescomte de la ciutat d'Alvèrnia» en una donació que va fer a l'abadia de Cluny vers 980, però en diverses cartes posteriors apareix ja citat com a comte o príncep d'Alvèrnia.
S'hauria casat amb Aucelenda o Ausenda de la que no va tenir fills. Va morir vers el 989 i el va succeir el seu germà Guillem de Clarmont. La data de la seva mort fou objecte de discussió: se sap que el 985 va atacar la ciutat de Mende, una de les residències dels comtes del Gavaldà; Aldebert III del Tournel, bisbe del Gavaldà del segle xii narra la seva derrota i mort d'un cop de llança davant les portes de la ciutat.